# Przemysław Ereński
Przemysław Ereński (ur. 7 marca 1934 w Wielichowie, zm. 29 września 2024) – polski  szachista.

## Kariera szachowa
Na przełomie lat 60. i 70. XX wieku należał do czołówki polskich szachistów w grze błyskawicznej, trzykrotnie zdobywając medale indywidualnych mistrzostw Polski: srebrny (Kraków 1969) oraz dwa brązowe (Bydgoszcz 1971 i Łódź 1974). Jest ośmiokrotnym medalistą drużynowych mistrzostw Polski w szachach błyskawicznych, w tym złotym (Lubliniec 1972). W barwach klubu "Pocztowiec" Poznań zdobył również dwa brązowe medale drużynowych mistrzostw Polski (Wrocław 1969, Wisła 1971).
Czterokrotny medalista Mistrzostw Polski Lekarzy: złoty (2007), srebrny (2011) oraz dwukrotnie brązowy (2006, 2008).

## Życie prywatne
Jest starszym bratem pierwszej polskiej arcymistrzyni, Hanny Ereńskiej-Barlo.